# Jeu de Paume bei den Olympischen Spielen
Jeu de Paume, ein Vorläufer des Tennis, war bisher nur bei den Olympischen Sommerspielen 1908 im Programm. Eine Freiluft-Variante namens Longue Paume war 1900 Demonstrationssportart gewesen. 

## Übersicht der Wettbewerbe
| Wettbewerb             | 96 | 00 | 04 | 06 | 08 | seit 1912 | Gesamt |
| ---------------------- | -- | -- | -- | -- | -- | --------- | ------ |
| Jeu de Paume           |    | D  |    |    | •  |           | 1      |
| Anzahl der Wettbewerbe |    |    |    |    | 1  |           | 1      |

## Ewiger Medaillenspiegel
Stand: 1908
| Rang | Land           | Goldmedaille | Silbermedaille | Bronzemedaille | Gesamt |
| ---- | -------------- | ------------ | -------------- | -------------- | ------ |
| 1    | USA            | 1            |                |                | 1      |
| 2    | Großbritannien |              | 1              | 1              | 2      |